# Siegmund Sredzki
Siegmund Sredzki (* 30. November 1892 in Berlin; † 11. Oktober 1944 im KZ Sachsenhausen) war ein deutscher Kommunist und Widerstandskämpfer gegen den Nationalsozialismus. Neben Siegmund entstammten der Familie Sredzki noch weitere antifaschistische Widerstandskämpfer. 

## Leben

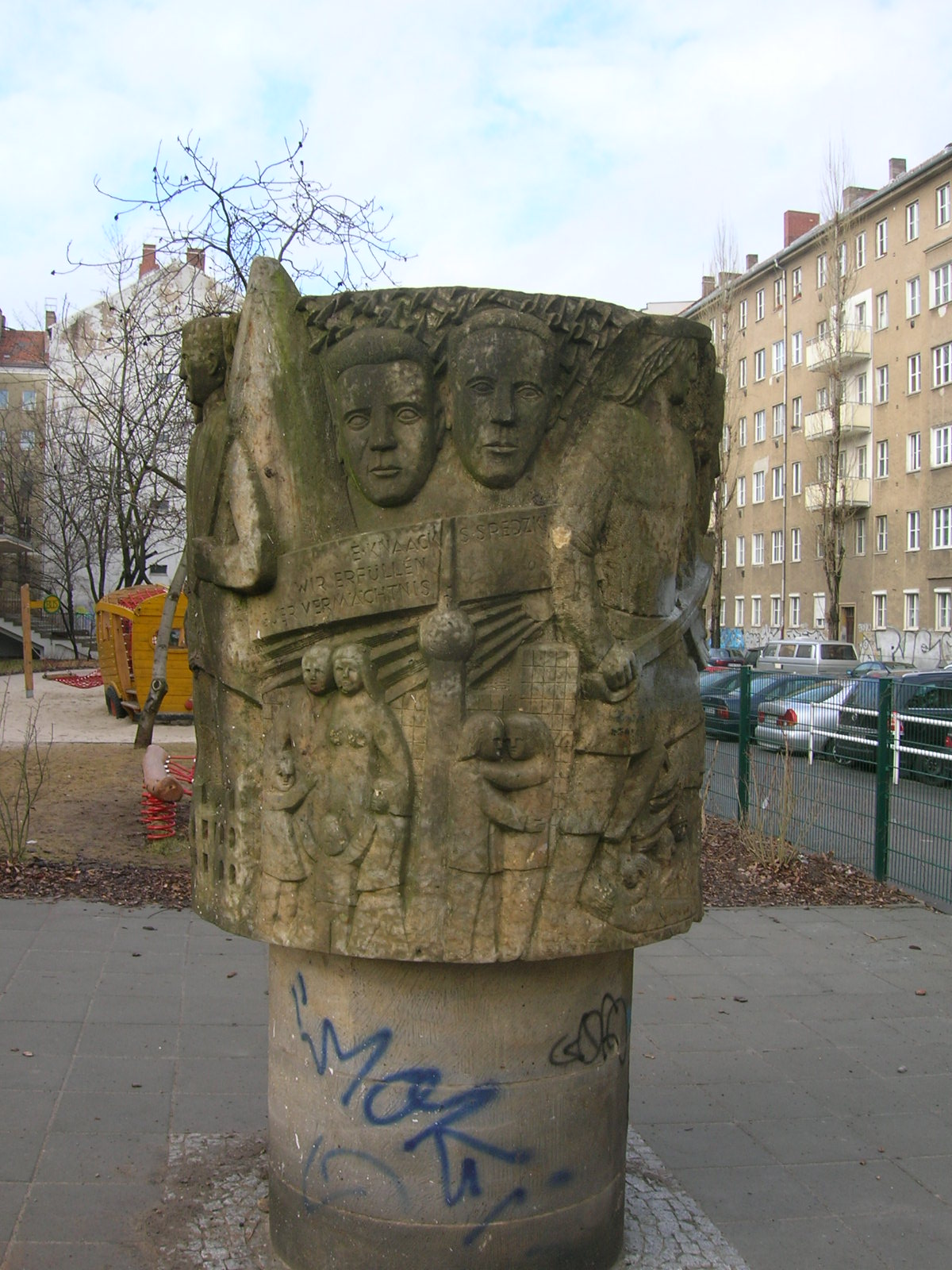
Gedenkstele für Siegmund Sredzki und Ernst Knaack im Vorgarten der Berliner Grundschule am Kollwitzplatz

Siegmund Sredzki war Dreher und arbeitete in Waffen- und Munitionsfabriken, bis er 1915 zum Militär einberufen wurde. Er nahm 1918 an den bewaffneten Kämpfen der Novemberrevolution teil und schloss sich 1918 der USPD an. Er gehörte zum linken USPD-Flügel, der sich 1920 mit der KPD vereinigte. Nach dem Ersten Weltkrieg war er zunächst wieder als Dreher tätig, später als Heizer. Er war in führenden Positionen linker Organisationen tätig, so als Mitglied der Reichsleitung des Verbands proletarischer Freidenker und als Leiter des Bundes der Freunde der Sowjetunion des Bezirks Berlin.
Nach der Machtübernahme der Nationalsozialisten in Deutschland war er im Widerstandskampf tätig und wurde einer von fünf KPD-Hauptinstrukteuren in Berlin. Er war 1933 und 1934 mehrmals inhaftiert. Am 7. Dezember 1934 wurde er gemeinsam mit seiner Frau Margarete und seinem Sohn Gerhard von der Gestapo verhaftet und am 9. Juni 1936 vom Berliner Kammergericht wegen „Vorbereitung zum Hochverrat“ zu fünf Jahren Zuchthaus verurteilt, die er u. a. im Zuchthaus Luckau, in den Strafgefangenenlagern Börgermoor, Esterwegen und Aschendorfermoor verbringen musste. Nach Ende der Haft wurde Sredzki 1939 in das Konzentrationslager Sachsenhausen eingewiesen. Er war leitend an der Organisierung der illegalen Arbeit der Häftlinge im KZ Sachsenhausen beteiligt und stand an der Spitze der Solidaritätsaktionen für die ins Lager kommenden ausgehungerten sowjetischen Kriegsgefangenen. Im Herbst 1944 wurde die Tätigkeit der illegalen Gruppe von der SS entdeckt. Nach wochenlangen schweren Folterungen wurden 27 antifaschistische Widerstandskämpfer – darunter Siegmund Sredzki – im Erschießungsgraben des KZ Sachsenhausen ermordet.

## Würdigungen
Seit dem 31. Januar 1952 ist eine Straße im Berliner Stadtteil Prenzlauer Berg nach ihm benannt, die Sredzkistraße. Von 1974 bis 1991 war eine in unmittelbarer Nähe gelegene Schule (die 23. POS) nach ihm benannt. Mit der Schließung der Schule 1991 und der Umnutzung des Gebäudes als Grundschule wurde der Name aufgegeben. Die Stele „Traditionen der deutschen Arbeiterklasse“ von Heinz Worner vor dem Schulgebäude in der Knaackstraße ist den ermordeten Antifaschisten Ernst Knaack und Siegmund Sredzki gewidmet.